# Maverick (álbum)
Maverick es el decimoséptimo álbum de estudio del cantante dominicano de música cristiana Redimi2, lanzado en julio de 2023.
El álbum se caracteriza por el estilo urbano de Redimi2, con variedad de ritmos entre hip hop, reguetón, trap y drill, aunque muchas de las canciones tienen una base musical de sus inicios. Asimismo el 21 de julio de 2023, el álbum se presentó junto al sencillo «Sí a la vida» en colaboración con su esposa y también cantante, Daliza Cont.
Se desprende del mismo algunos sencillos «Barras sin barreras» (lanzado como challenge en redes sociales), «Grasa» y «El Sanfuanzon». Cuenta con las participaciones de Marto y Apóstoles del Rap. En el sencillo homónimo al álbum, aparecen las voces de Daniel Habif.

## Lista de canciones
| N.º | Título                                       | Productor (es)        | Duración |  |
| 1.  | «Grasa»                                      | Barajas               | 3:14     |  |
| 2.  | «El Sanfuanzon»                              | Barajas, Kaldtronik   | 3:08     |  |
| 3.  | «Harto»                                      | Barajas, Kaldtronik   | 3:48     |  |
| 4.  | «Parabellum»                                 | Zoprano               | 2:58     |  |
| 5.  | «Barras sin barreras (RR3)»                  | Cardec Drums          | 3:45     |  |
| 6.  | «Mis héroes»                                 | Barajas               | 3:46     |  |
| 7.  | «Lara la la la la»                           | Barajas               | 3:21     |  |
| 8.  | «Like Marto» (con Marto y Apóstoles del Rap) | Cardec Drums          | 4:26     |  |
| 9.  | «Benedictus»                                 | Zoprano               | 2:51     |  |
| 10. | «Dominicano y ya»                            | Cardec Drums          | 3:13     |  |
| 11. | «Creo en el amor»                            | Barajas               | 2:56     |  |
| 12. | «Raperímetro»                                | Uptimo                | 2:59     |  |
| 13. | «Martus»                                     | Cardec Drums, Teewyla | 2:56     |  |
| 14. | «Maverick»                                   | Barajas, Kaldtronik   | 3:09     |  |
| 15. | «Sí a la vida» (con Daliza Cont)             | Barajas               | 4:11     |  |

## Premios y reconocimientos
Luego de más de dos décadas de trayectoria, el álbum Maverick sería el primer proyecto de Redimi2 en ser nominado a una premiación como los Grammy Latinos, siendo considerado en la categoría "Mejor Álbum Cristiano en Español".